# جون تومسون (عسكري)
جون تومسون (بالإنجليزية: John Thompson)‏ هو عسكري أمريكي، (ولد في غلاسكو في المملكة المتحدة 1842  م).